# Alhambra (gra)
Alhambra – gra planszowa z gatunku eurogier wydana w 2003 roku, zdobywca nagrody Spiel des Jahres 2003. W Polsce została wydana przez wydawnictwo G3.
Gra polega na rywalizacji w budowie warownego zespołu pałacowego Alhambry. Należy zatrudniać odpowiednie drużyny budowniczych i przekazywać im wynagrodzenie w ich narodowej walucie.
Sukces gry doprowadził do wydania kilku pobocznych tytułów: Die Gärten der Alhambra, Troisdorf, Alhambra: Das Würfelspiel. W planach była także gra pod tym samym tytułem przeznaczona na konsolę Xbox 360, ale jej produkcja została anulowana.

## Nagrody
- Spiel des Jahres 2003 – wygrana
- Schweizer Spielepreis 2003 – gra rodzinna – wygrana[2]
- As d'Or 2003 – wygrana[3]
- Deutscher Spiele Preis 2003 – II miejsce